# Anni Albers
Anni Albers (Berlim, Alemanha, 12 de junho de 1899 -  Connecticut, 9 de maio de 1994), de nascimento Annieliese Fleischmann, foi uma artista têxtil, pintora e designer alemã, professora da escola de arte alemã Bauhaus.
Em seu trabalho, Anni combinou o antigo ofício da tecelagem manual com o design da Arte Moderna. Apesar de ser uma das mais importantes pioneiras da arte têxtil – uma geração à frente do movimento Fiber Art nos Estados Unidos e na Europa, e pelo menos duas gerações à frente das muitas práticas de Arte Contemporânea inspiradas em seu trabalho-, ela na época não teve o reconhecimento como artista inovadora e influente que seus colegas homens da Bauhaus tiveram, tendo sua obra reconhecida mais tardiamente.

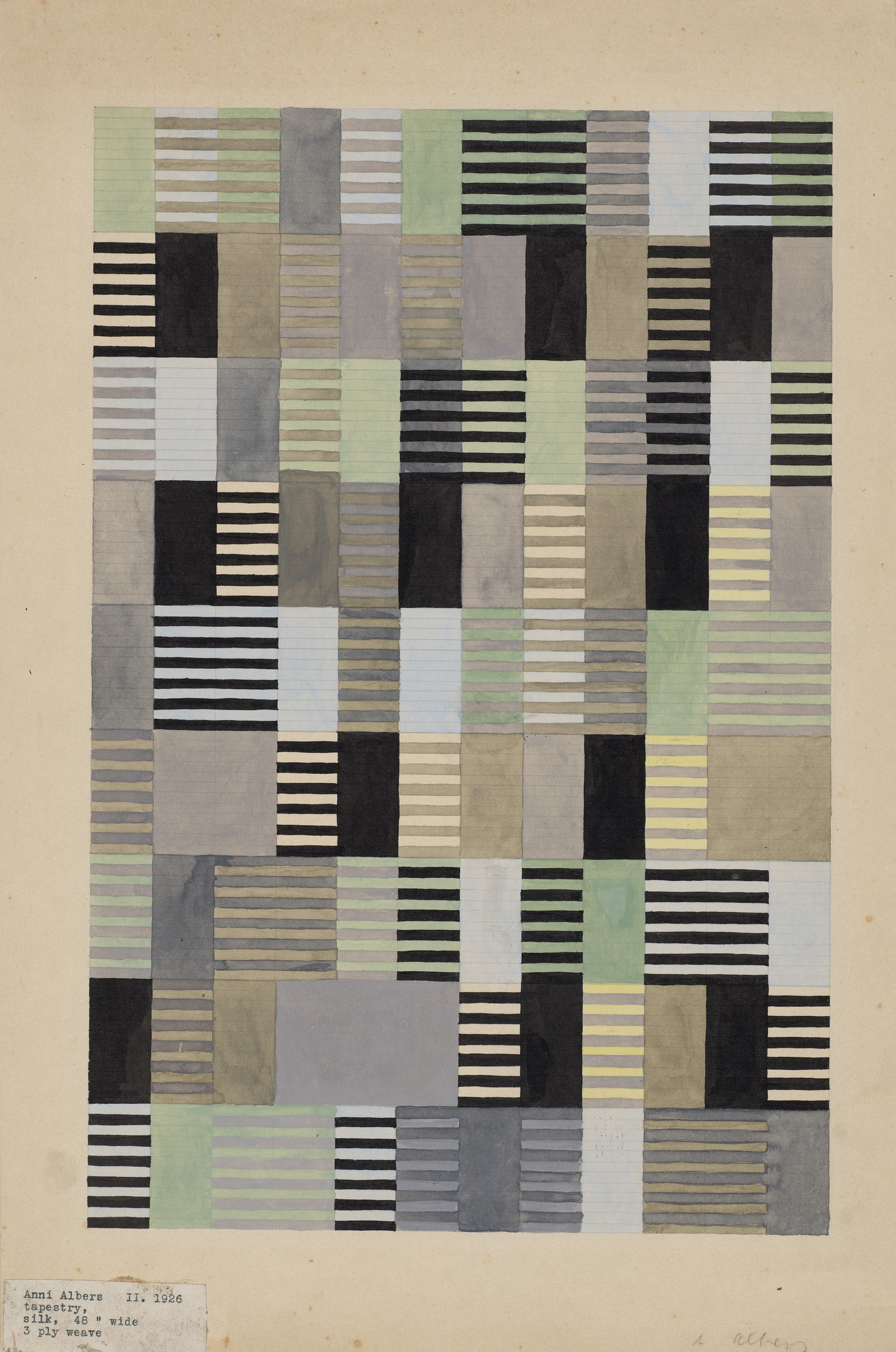
Design para uma tapeçaria de seda, 1926

## Biografia
Anni Albers nasceu em Berlin-Charlottenburg em uma família de origem judaica convertida ao protestantismo. Sua mãe, Toni Fleischmann-Ullstein, vinha de uma conhecida família judaica alemã de editores, os Ullstein, e seu pai, Siegfried Fleischmann, era um importante fabricante de mobílias.
Na adolescência ela já se interessava por arte e com o apoio dos pais, iniciou seus estudos de design com Martin Brandenburg no seu estúdio de arquitetura e pintura em Berlim. Apesar de ter sido desencorajada por Oskar Kokoschka (com quem havia tentado estudar pintura) de continuar, ela decidiu estudar na inovadora escola Bauhaus e, embora sua primeira inscrição tenha sido rejeitada, Anni finalmente foi aceita na escola. Ela recebeu algumas instruções básicas para os dois primeiros períodos e, em seguida, escolheu a tecelagem como sua especialidade. Mas essa não foi sua primeira escolha, mas sim uma das poucas opções da Bauhaus permitida para as mulheres.
Em 1930, ela obteve seu diploma com a produção de um tecido refletor de luz e à prova de som, incorporando papel celofane e chenille, produzido para o auditório da Escola Sindical de Bernau. A partir de 1931, Annie assumiu o comando da oficina de tecelagem até que Lilly Reich foi nomeada para a posição, pouco antes de a Bauhaus ser forçada a fechar pelo governo nazista em 1933.
Nesse mesmo ano, ela e o marido Josef Albers fugiram da ditadura nazista, deixando a Alemanha para viver nos Estados Unidos. Lá ela foi professora na Black Mountain College e conheceu países como Mexico, Cuba, Chile and Peru. Ela também viajava frequentemente para a Europa a trabalho. Anni era uma entusiasta de um design elementos elementos de utilidade, planejamento e organização; mas também de sensibilidade e imaginação para se tornar arte. Influenciada pela ideologia dos tempos de Bauhaus, "arte para todos", em 1951, ela iniciou uma colaboração com o departamento têxtil da Knoll que resultou em uma parceria de 30 anos. Muitos dos seus designs têxtis para móveis ainda são produzidos e um dos mais famosos e copiados é o Eclat, criado na década de 1970.

## Prêmios e reconhecimentos
- 1961: O Instituto Americano de Arquitectos (AIA) concedeu-a a Medalha de Ouro por seu trabalho artesanal.
- 1981: Medalha de Ouro ao artesanato consumado do American Crafts Council.[5]

## Exposições
Os trabalhos de Anni Albers têm sido objeto de exposição em ao menos 111 exposições públicas, das quais 52 têm sido individuais. Entre as mais importantes está sua exposição no MoMA em 1949, sendo a primeira exposição individual de uma artista têxtil neste museu.
Algumas outras que se podem mencionar são:
- 1941. Anni Albers and Alex Reed: Exhibition of Necklaces. Willard Gallery, NY.
- 1949. Anni Albers Têxteis. Museu de Arte Moderna de Nova York.[9]
- 1959. Anni Albers: Pictorial Weavings. MIT.[10]
- 1977. Anni Albers: Prints and Drawings. Brookling Museum.
- 1985. The woven and graphic arts of Anni Albers. Rendwick Gallery, Washington D.C. / Yale University art Gallery.
- 2017. Anni Albersː Tocar a vista. Museu Guggenheim Bilbao (Espanha)[11]